# Szlachta

Znak Polského království

Szlachta (výslovnost: šlachta, srov. s českým výrazem „šlechta“) je název, kterým byla označována aristokratická třída v Polském království a Litevském velkoknížectví, které v různých obdobích společně tvořily Polsko-litevskou unii.

## Historie
Původ šlechty v Polsku je velmi starý, avšak poněkud nejasný. V důsledku toho o sobě příslušníci této vrstvy často hovořili jako o „odwieczna“ (odvěká). Raní historici a kronikáři předložili dvě teorie o jejím vzniku.

### Teorie o vznikuszlachty
- První teorie zahrnovala předpokládaný původ ze starověkého perského kmene Sarmatů, který ve 2. století n. l. okupoval země střední a východní Evropy.
- Druhá teorie předpokládala původ szlachty u Jáfeta, jednoho ze synů Noema. Naproti tomu rolníci byli údajně potomky jiného Noemova syna, Cháma, a ti tudíž podléhají otroctví v rámci jeho prokletí. Židé pak byli považováni za potomky Šéma.[1][2]
- Další fantaskní teorie uvažovaly o založení szlachty Juliem Caesarem, Alexandrem Velikým či regionálními vůdci, kteří „nemíchali své pokrevní linie s liniemi otroků, vězňů nebo cizinců“.[3]
- Jiná teorie hledá původ u neslovanských válečníků,[4]:s.42, 64–66 známých jako Lechovci (Lechitowie/Lechici) podle knížete Lecha,[5] postavy ze starých kmenových legend. Podobně jako nacistická rasová ideologie, podle níž polské elity měly být nordického původu[6] (viz šlechtický rod Borejků, který má v erbu svastiku), měla tato hypotéza svědčit o neslovanském původu panské rasy:s.482[zdroj⁠?!] a měla potvrzovat odlišný původ od slovanského rolnictva (kmiecie; latinsky: cmethones),[7][8] jemuž vládli.

### Dějiny

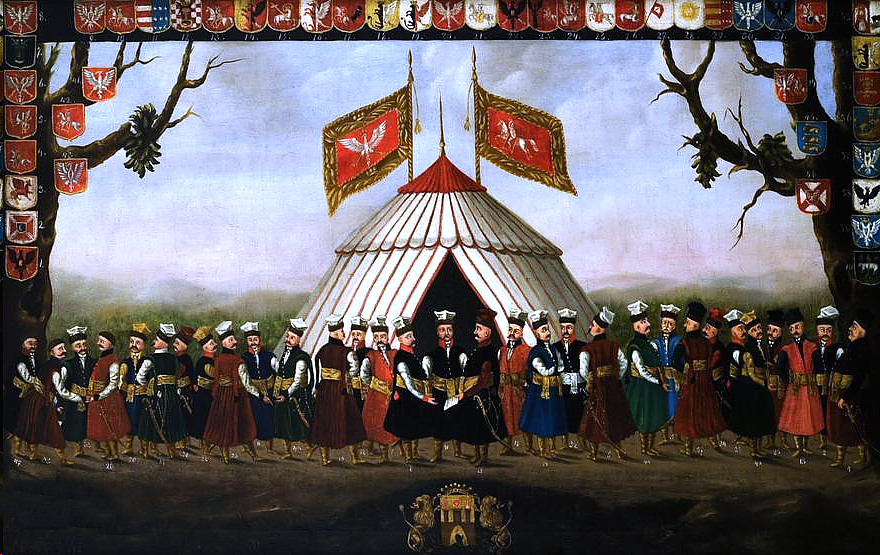
Szlachta ve stejnokrojích jednotlivých vojvodství Koruny Polského království, Litevského velkoknížectví a Polsko-litevské unie v 17. a 18. století

Szlachta na polských územích existovala od 13. století, vynikla zejména v pozdním středověku a přetrvala částečně až do století 19. Příslušníci szlachty, podobně jako v jiných zemích, tradičně vlastnili území.
Tato polská (a popolštěná litevská) šlechta požívala značných a nenapadnutelných privilegií až do rozdělení Polsko-litevské unie na konci 18. století, které znamenalo konec mnohonárodnostního státu.
Šlechta byla v Polsku zrušena v období druhé republiky ústavou z března 1921.